# Ramón Ascanio y Togores
Ramón Ascanio y Togores   (San Cristóbal de La Laguna, 1 de febrer de 1920 - Madrid, 16 de maig de 1995) va ser un militar espanyol, cap d'Estat Major de l'Exèrcit de Terra en la dècada del 1980.
Va iniciar-se a l'exèrcit com a voluntari en la guerra civil espanyola. Després del conflicte va ingressar a l'Escola d'Estat Major i assolí el grau de comandant. En 1975 ascendí a general de brigada, un dels més joves de l'Exèrcit de Terra Espanyol. Fou cap d'artilleria de la Divisió Mecanitzada Guzmán el Bueno de Sevilla i després cap d'artilleria de Canàries. En 1978 va ascendir a general de divisió i fou nomenat governador militar de Tenerife i inspector de les tropes de Canàries.
El 17 de gener de 1982 fou nomenat cap d'Estat Major de l'Exèrcit de Terra (JEME) i membre de la Junta de Caps d'Estat Major (JUJEM). Durant el seu mandat es va iniciar el procediment de modernització de l'exèrcit amb la Llei de Plantilles que preveia la reducció de 6.000 efectius professionals. Deixà el càrrec en gener de 1984. En maig de 1999 fou promogut a general de l'exèrcit a títol pòstum.